# Castelnaudary
Castelnaudary (okcitansko Castèlnòu d'Arri) je naselje in občina v južnem francoskem departmaju Aude regije Languedoc-Roussillon. Leta 2009 je naselje imelo 11.753 prebivalcev.

## Geografija
Kraj, srednjeveška bastida, leži v pokrajini Lauragais (Languedoc) ob rekah Fresquel in Tréboul ter vodnem kanalu Canal du Midi, 40 km zahodno od središča departmaja Carcassonna.

## Uprava
Castelnaudary je sedež dveh kantonov:
- Kanton Castelnaudary-jug (del občine Castelnaudary, občine Fendeille, Labastide-d'Anjou, Lasbordes, Laurabuc, Mas-Saintes-Puelles, Mireval-Lauragais, Montferrand, Pexiora, Ricaud, Saint-Martin-Lalande, Villeneuve-la-Comptal, Villepinte: 17.174 prebivalcev),
- Kanton Castelnaudary-sever (del občine Castelnaudary, občine Airoux, Les Brunels, Carlipa, Les Cassés, Cenne-Monestiés, Issel, Labécède-Lauragais, Montmaur, Peyrens, La Pomarède, Puginier, Saint-Papoul, Saint-Paulet, Souilhanels, Souilhe, Soupex, Tréville, Verdun-en-Lauragais, Villemagne, Villespy: 10.106 prebivalcev).

Oba kantona sta sestavna dela okrožja Carcassonne.

## Zgodovina
Prva znana omemba kraja je iz leta 1103. Leta 1477 je pod francoskim kraljem Ludvikom XI. postal središče grofije Lauragais. V drugi polovici 17. stoletja je bil skozenj speljan vodni kanal, s katerim je kot njegovo glavno pristanišče dosegel blagostanje.
Od leta 1976 je v njem nastanjen 4. regiment francoske tujske legije.

## Zanimivosti
- Kolegial sv. Mihaela z utrjeno romansko cerkvijo iz 13. stoletja, vmesna postaja variante romarske poti iz Toulousa preko Carcassonna v Santiago de Compostelo, imenovane Via Tolosane,
- Cugarel, mlin na veter iz 17. stoletja,
- Grand Bassin, pristaniški del naselja ob Canal du Midiju,
- Castelnaudary je središče caçoleta, domače dušene jedi, narejene iz belega fižola, mesa (po navadi je to svinjina, jagnjetina, gosje ali račje meso) in svinjske kože, imenovane po skledi "caçòla", v kateri se jed pripravlja.

## Vir
- Insee (francosko)